# Дах (група)
Дах (на сърбохърватски: Dah) е югославска и по-късно белгийска прогресив рок група, създадена в Белград през 1972 г.
Dah е създаден от китариста Златко Манойлович и китариста и вокалист Бранко „Чутура“ Марушич, като двамата преди това са свирили заедно в групата Džentlmeni. След издаването на дебютния сингъл на Dah през 1973 г., Марушич напуска групата, така че Манойлович поема пеенето. След издаването на дебютния им албум Veliki cirkus (1974), донесъл националния хит „Šošana“, групата се мести в Белгия, променяйки името си на Land. След като прекарва една година в Белгия и има международен хит с англоезичната версия на Šošana, групата се завръща в Югославия, където издава втория си албум, Povratak (1976). Когато Златко Манойлович отива да отслужи задължителната си служба в югославската армия, неговият брат, кийбордистът Горан Манойлович, поема ръководството на Дах, групата се разпада през 1979 г. Златко Манойлович ще продължи кариерата си като лидер на групата Gordi, а по-късно като успешен солов изпълнител.
Дах е създаден през 1972 г. от Златко Манойлович (бивш член на Džentlmeni и Fleš, китара) и Бранко „Чутура“ Марушич (бивш член на Albatrosi и Džentlmeni, китара и вокали). Първият състав също включва Бранко Глушчевич (бивш член на Iskre, Siluete и Lutalice, бас китара) и Радомир Дубичанин (бивш член на Fleš, барабани). През април 1973 г. групата участва на фестивала BOOM в Любляна и песента им Ako poželiš („Ако искаш“) е издадена в двойния албум на живо BOOM Pop Fest '73, записан на фестивала. Скоро след това групата издава дебютния си 7-инчов сингъл с песните Ako poželiš и Noćna buka („Нощен шум“), които рекламират, изпълнявайки във витрината на магазин за грамофонни плочи.
След издаването на сингъла Марушич напуска групата и започва своята солова кариера. Манойлович поема певческите задължения, а Дах изпълнява като мощно трио в продължение на година и половина. След като Дубичанин се мести в Силует, той е заменен от Велибор „Бока“ Богданович (бивш член на Plavi Dečaci, Džentlmeni, YU Grupa и Opus ). За известно време групата свири с цигуларя Драган Михайлович и на няколко пъти групата работи в студио с органиста Миодраг Округич (бивш член на Beduini, YU Grupa и Opus), като това сътрудничество е записано в сингъла Гитареска („Гитареск“).
Дебютният албум на Дах Veliki cirkus (Големият цирк) е издаден през 1974 г. чрез лейбъла Jugoton. Текстът на албума е написан от дисководещия Зоран Модли. Текстовете за някои от песните, като Prohujalo sa vihorom („ Отнесени от вихъра “), Majka Jugovića („Майката на Jugovićs “) и Troil i Kesida („Троил и Крисейд“) са вдъхновени от велики литературни произведения. Албумът донася хита Šošana, чиято мелодия е базирана на композицията на Йосеф Хадар Erev Shel Shoshanim.
През 1975 г. групата се мести в Белгия, където свири под името Land.] Белгийският състав на групата включва, заедно с Манойлович и Богданович, брата на Златко Манойлович Горан (клавишни), Томи Сплитууд (бас китара) и Уили Пулц (китара). Този състав издава англоезичната версия на Šošana (озаглавена „Shoshana“) като сингъл. Сингълът е много успешен, Polydor Records го издадват в Западна Германия, Франция, Белгия, Холандия, Люксембург, Австрия и Испания и достигна номер 1 в класацията на националното радио на Мароко. След издаването на сингъла групата участва като отваряща група за Focus. В крайна сметка съставът се разделя, Сплитууд и Пулц продължават кариерата си в групата Cool Breeze.
През 1976 г. югославските членове се завръщат в Югославия, променят името си на Dah и издават втория си албум, Povratak (The Return), който включва нова версия на Šošana. През 1977 г. лидерът на групата Златко Манойлович отива да отслужи задължителната си служба в Югославската народна армия, а брат му Горан става временен лидер на Дах. Последният състав на Дах включва, освен Горан Манойлович, Зденко Помпер (бас китара), Видоя Божинович (бивш член на Dim Bez Vatre и Pop Mašina, китара), Душан „Джука“ Джукич (бивш член на Immamorata и Pop Mašina, барабани) и певицата Латке. Този състав на групата изпълнява една година и се разпада. След завръщането си от армията Златко Манойлович създава групата Gordi, а по-късно започва успешна солова кариера.

## Участници в групата
- Златко Манойлович (китара, вокали)
- Бранко „Чутура“ Марушич (певец, китара, 1972 – 73)
- Бранко Глушчевич (бас)
- Радомир Дубичанин (1972 – 74)
- Велибор „Бока“ Богданович (доб, 1974 – 76)
- Драган Михайлович (цигулка, 1974 – 75)
- Горан Манойлович (клавишни, 1975 – 76)
- Томи Шпалтехолц (бас, 1975)
- Вили Пулц (китара, 1975)

## Дискография
| Veliki cirkus | Jugoton         | 1974 |
| Cool Breeze   | Jupiter Records | 1975 |
| Povratak      | Diskos          | 1976 |

| Ne laži draga / Ti si ta           | Jugoton         | 1972 |
| Ako poželiš / Noćna buka           | Jugoton         | 1973 |
| Samo jedna noć / Cvrčak            | Jugoton         | 1973 |
| Gitareska / Ti si ta               | Studio B        | 1974 |
| Mali princ / Ime                   | Studio B        | 1974 |
| Šošana / Please, Don't Say Nothing | Diskos          | 1975 |
| Šošana                             | Polydor Records | 1975 |
| Žeđ / Misli                        | Diskos          | 1976 |
| Tomorrow / Under The Sky           | Diskos          | 1977 |